# پشت دیوار شب
پشت دیوار شب فیلمی به کارگردانی و نویسندگی مهران تأییدی ساختهٔ سال ۱۳۷۶ است.

## خلاصه داستان
پدر اسماعیل مدیرعامل یک شرکت ساختمانی است و درست زمانیکه اسماعیل قصد رفتن به ژاپن را دارد، پدر بیمار می‌شود و اسماعیل ناچار از رفتن به ژاپن صرف نظر می‌کند، چراکه با رفتن او شرکت منحل می‌شود و نامزدش را هم از دست می‌دهد...

## بازیگران
- رامبد جوان
- نگار فروزنده
- اکبر رحمتی
- زهره صفوی
- مرتضی ضرابی
- عباس محبوب
- رضا عبدی
- ابراهیم‌آبادی
- بهزاد رحیم خانی
- بهنوش بختیاری
- رضا غفوری
- هراند هاکوپیان
- محمد ورشوچی
- مهربان
- موسوی
- محمود مدیری
- اصغر زمانی
- منوچهر زمانی
- محمد زکریا
- شهربانو کیمیا
- لیلا مرعشی
- حامد کلاهداری
- سپیده کلاه داری
- مارال روستا
- دریا رضویانی
- مهران ضیغمی
- شایان بختیاری
- ابوالفضل زینل نیا
- ابراهیم بصیرت
- رسول قربان پور
- پروانه ناصحی
- منوچهر هادی
- مهدی سمیعی
- صنم عایتی
- آتنا ایمانی
- شیوا عبداله پور
- علیرضا سیاهپوش
- محمدرضا محمدزاده